# Aidan Caves
Aidan Michael Caves (* 3. Januar 1995 in Vancouver) ist ein ehemaliger kanadischer Radsportler.

## Sportliche Laufbahn
Aidan Caves begann mit dem Radsport im Alter von drei Jahren, auf Anregung seines Vaters. 2012 wurde er fünffacher kanadischer Junioren-Meister auf der Bahn.
2014 und 2015 wurde Caves kanadischer Meister der Elite in der Mannschaftsverfolgung, 2016 holte er einen nationalen Einzeltitel im Omnium. 2016 sowie 2017 wurde er jeweils Panamerikameister, 2016 im Omnium, 2017 in der Mannschaftsverfolgung, zudem errang er Silber im Omnium. 2016 siegte er gemeinsam mit Adam Jamieson, Jay Lamoureux, Bayley Simpson und Ed Veal beim Lauf des Bahnrad-Weltcups 2016//17 in Apeldoorn in der Mannschaftsverfolgung. 2018 errang er gemeinsam mit Jay Lamoureux, Derek Gee und Michael Foley Bronze in der Mannschaftsverfolgung bei den Commonwealth Games. 2019 belegte er bei den Panamerikameisterschaften Platz drei im Scratch.

## Trivia
2014 wirkte Aidan Caves in der BBC-Serie Commonwealth Games mit, als er selbst.

## Erfolge
2014
- Kanadischer Meister – Mannschaftsverfolgung (mit Sean MacKinnon, Ed Veal und Rémi Pelletier-Roy)

2015
- Panamerikameisterschaft – Scratch, Mannschaftsverfolgung (mit Sean MacKinnon, Rémi Pelletier-Roy und Ed Veal)
- Kanadischer Meister – Mannschaftsverfolgung (mit Ed Veal, Ryan Roth und Sean MacKinnon)

2016
- Weltcup in Apeldoorn – Mannschaftsverfolgung (mit Adam Jamieson, Jay Lamoureux, Bayley Simpson und Ed Veal)
- Panamerikameister – Omnium
- Panamerikameisterschaft – Mannschaftsverfolgung (mit Adam Jamieson, Jay Lamoureux und Ed Veal)
- Kanadischer Meister – Omnium

2017
- Panamerikameister – Mannschaftsverfolgung (mit Jay Lamoureux, Derek Gee und Bayley Simpson)
- Panamerikameisterschaft – Omnium

2018
- Commonwealth Games – Mannschaftsverfolgung (mit Jay Lamoureux, Derek Gee und Michael Foley)

2019
- Panamerikameisterschaft – Scratch
- Kanadischer Meister – Mannschaftsverfolgung (mit Jay Lamoureux, Chris Ernst und Michael Foley)

2020
- Kanadischer Meister – Mannschaftsverfolgung (mit Jay Lamoureux, Chris Ernst und Michael Foley)